# Steppe d'Ichim
La steppe d'Ichim est une région située en Sibérie occidentale, sur le cours supérieur de la rivière Ichim, dans la zone des steppes continentales hivernales froides de l'Asie intérieure. Elle se caractérise par des lacs d'eau salée et d'eau douce et des zones marécageuses. Vers l'embouchure de l'Irtych (affluent gauche de l'Ob), le fleuve est entouré par la taïga méridionale, moins sèche, ce qui conduit à une augmentation de son débit.